# نصب صناعة النسيج بقصر هلال
نصب صناعة النسيج بقصر هلال (بالفرنسية : Monument de l'évolution de textile de Ksar Hellal) هو نصب تذكاري يقع في وسط مدينة قصر هلال وهو رمز لتطور صناعة النسيج في هذه المدنية التي تلقب  بعاصمة النسيج في تونس.
تم تصميم وتنفيذ النصب من قبل الفنان النحات عبد الفتاح بوستة عام 1997، كان النصب معروفًا أيضًا باسم «حمامة» نظرا لتجسيمه لطائر الحمام في أعلى النصب، الذي أراد من خلاله عبد الفتاح بوستة أن  يصف الانطلاقة (التطور والطموح) ومدى إبداع مدينة قصر هلال في قطاع  النسيج الحر الذي عبر جميع أنحاء العالم.  
المواد التي أستعملت في بناء النصب: النحاس، البرونز و الفولاذ.

## معرض صور
|  |  |